# Gaimardia setacea
Espèce
Gaimardia setacea est une espèce de plantes à fleurs de la famille des Restionaceae.
Son aire de répartition est la Nouvelle-Guinée (Mt. Wichmann), la Tasmanie, l'île du Sud de la Nouvelle-Zélande, l'île Stewart,,. Il s'agit d'un sous-arbrisseau qui pousse principalement dans le biome subalpin ou subarctique.

## Systématique
Le nom correct complet (avec auteur) de ce taxon est Gaimardia setacea Hook.f..